# Ромолданова Ірина Олександрівна
Іри́на Олекса́ндрівна Ромолда́нова — українська спортсменка, тхеквондистка, заслужений майстер спорту України.

## Спортивні досягнення
- 2008 — чемпіонка Міжнародного турніру «ТАЙ-ПЕН» (Росія),
- 2009 — бронзова призерка Міжнародного турніру класу «А» серед юніорів,
- 2009 — срібна призерка Чемпіонату Європи серед юніорів, Швеція,
- 2009 — бронзова призерка Чемпіонату світу серед юніорів, Мексика,
- 2010 — срібна призерка «Перших Юнацьких Олімпійських Ігор», Сінгапур,
- 2010 — чемпіонка «Кубка України» серед дорослих, Київ,
- 2011 — срібна призерка Відкритого турніру «Пам'яті І. Л. Петренка» серед олімпійських вагових категорій,
- 2011 — чемпіонка Міжнародного турніру «Trelleborg Open» (Швеція) серед юніорів,
- 2011 — чемпіонка Міжнародного турніру «Dutch Open» (Голландія) серед дорослих,
- 2011 — чемпіонка України серед дорослих, вагова категорія 46 кг,
- 2011 — срібна призерка Чемпіонату України серед олімпійських вагових категорій, Сімферополь,
- 2012 — чемпіонка України серед дорослих у ваговій категорії 46 кг,
- 2014 — срібний призер чемпіонату Європи в Баку,
- 2015, травень — віцечемпіонка світу — на чемпіонаті в Челябінську, у ваговій категорії до 46 кг, поступилася Паніпак Вонг Паттанакіт з Таїланду. Цим самим вона здобула першу в історії України нагороду чемпіонату світу з тхеквондо.
- 2015, червень — золота медаль міжнародного турніру з тхеквондо ВТФ класу «G-1» «Austrian Open 2015» в австрійському місті Інсбрук[1]
- травень 2016 — чемпіонка Європи з тхеквондо (вагова категорія до 46 кг)[2]. Це друге золото на чемпіонатах Європи з тхеквондо в історії України[3].
- серпень 2017 — стала чемпіонкою XXIX Всесвітньої літньої Універсіади в Тайбеї[4].

## Державні нагороди
- Медаль «За працю і звитягу» (1 жовтня 2019) — За досягнення високих спортивних результатів на XXX Всесвітній літній Універсіаді у м. Неаполі (Італійська Республіка), виявлені самовідданість та волю до перемоги, піднесення міжнародного авторитету України[5]